# Nycterophaeta magdalena
Nycterophaeta magdalena là một loài bướm đêm trong họ Noctuidae.